# Borgói-hágó
A Borgói-hágó (időnként, helyenként „Radnai-hágó”; románul Pasul Tihuța) a Borgói-hegység keleti részében található 1201 m-es tengerszint feletti magasságban. Az erdélyi Besztercét és a bukovinai Dornavátrát köti össze a rajta haladó DN17-es főút.

## Képek

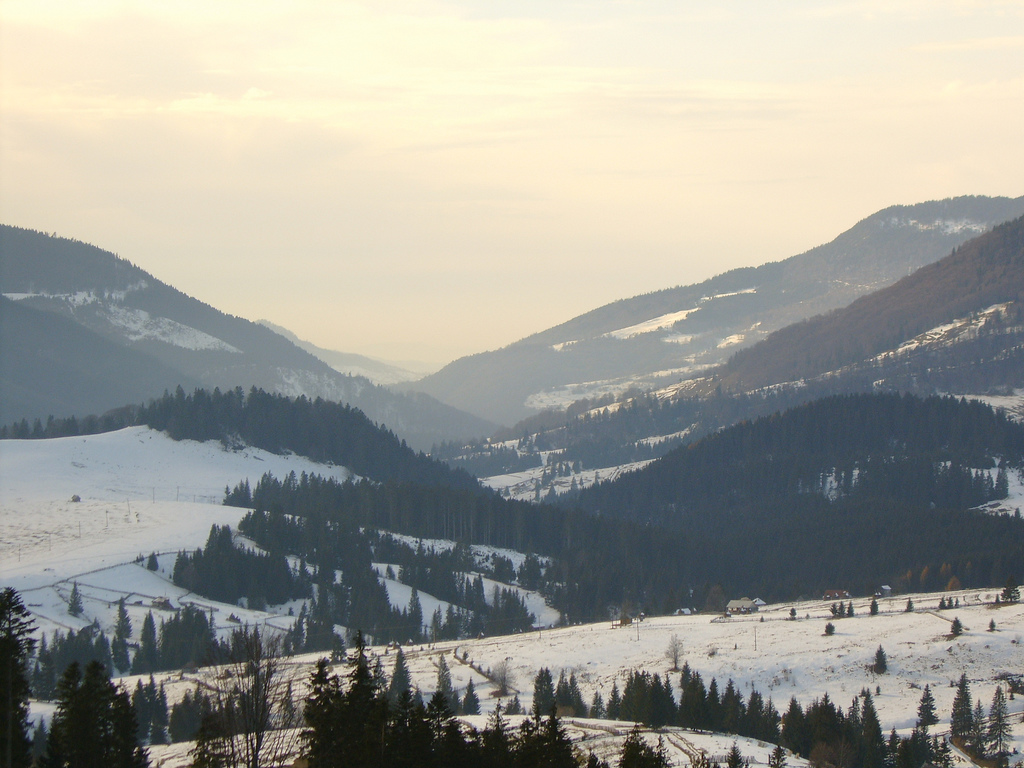
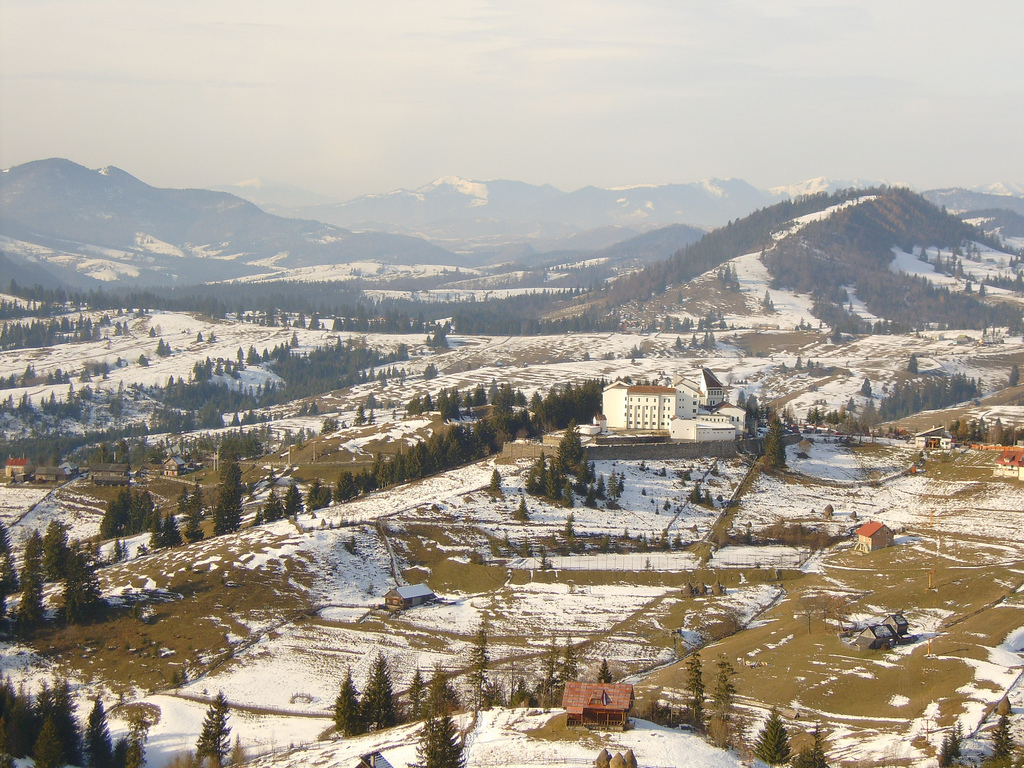
Báránykő